# ロン・デ・ルーゴ
ロン・デ・ルーゴ（Ron de Lugo, 1930年8月2日 - 2020年7月14日）は、アメリカ領ヴァージン諸島の政治家、ラジオパーソナリティ。アメリカ合衆国下院代議員を通算10期務めた。民主党員。

## 経歴・人物
1930年、ロン・デ・ルーゴはニュージャージー州イングルウッドで生まれた。一家はセント・トーマス島で商売を営んでおり、1500年代にプエルトリコに移住したヒスパニック系移民であった。1948年から2年間、アメリカ軍が運営するラジオ局AFNでプログラムディレクターとして働いた後、セント・トーマスで最初のラジオ局WSTAの設立に関わり、ラジオ番組のパーソナリティとして活躍した。1952年、ラジオ番組を通してセント・トーマス・カーニバルを38年ぶりに復活させ、以後カーニバルは毎年行われるようになった。

## 政治家として
1956年、アメリカ領ヴァージン諸島議会議員選挙に当選。以後、第2・3・5・6・7回議会で通算5期準州議員を務めた。
1972年、グアム - ヴァージン諸島代表法が成立。同年にアメリカ領ヴァージン諸島で初めて行われたアメリカ下院議員選挙に民主党から出馬。黒人で共和党員のジョージ・シュナイダーに大差を付け当選を果たした。以後3期連続で下院代議員を務めたが、1978年にヴァージン諸島知事選挙に出馬するも落選。一時政界を離れるも、1980年に再びアメリカ下院議員選挙に当選。その後7期連続で当選を果たした。

## 交友関係
2015年からアメリカ領ヴァージン諸島選出の代議員を務めているステイシー・プラスケットは、大学卒業後にロン・デ・ルーゴのもとでスタッフとして働いていた。